# Nemecskay István
Nemecskay István (Dócs, 1792. augusztus 16. – Nagyszombat, 1884. június 17.) kanonok, prépost, a Bernolákot követő második generáció tagja.

## Élete
Apja Nemecskay Mihály, anyja Csermák Terézia, testvére Nemecskay Ádám.
A gimnáziumot Szakolcán, Magyaróvárott és Nagyszombatban végezte. 1809-ben kezdte a filozófiát, 1813-ban a Pázmáneum növendéke lett. 1816-ban Bécsben pappá szentelték. 1816-tól Sárváron, illetve 1822-ben Nagyszombatban volt német káplán. 1829-ben Gerencsér plébánosa lett, 1830-ban költözött a plébániára. Átélte a pusztító kolerát 1831-ben. 1832-ben felújíttatta templomát, Vágmagyarádon pedig 1835-ben iskolát létesített. Ugyanekkor járt a dalmát tengerparton. 1836-tól vezette Gerencsér egyházi krónikáját. 1838-tól esperes lett. 1844-től a nagyszombati Szent Miklós káptalan kanonok. 1846-ban Mariazellbe zarándokolt, 1852-ben Itáliában, 1853-ban Bajorországban, 1855-ben Poroszországban, 1858-ban Franciaországban és Angliában, 1864-ben Tirolban és Velencében járt. 1854-től a sámsoni szent Benedek címzetes prépostja. 1871-től a nagyszombati káptalan prépostja. Nagyszombatban a Kálvária melletti öreg temetőben nyugszik.
Művei szlovák és magyar nyelven jelentek meg. Német álneve Vaterlands Freund. Írt a bécsi Kirchen Zeitungba (1867), ill. a pesti Novis Religioba (1867) is. Útjairól itinerariumot vezetett (1875-1876, 1878-ban jelent meg itáliai útja a Pútnik svätovojtešský-ben).

## Művei
- 1839 Krátki Wítah z Kresťanského Katolíckeho Katechizmusa pre Détki Obecného Ludu.
- 1840 Pobožné Pjsne k duchownjmu Prospechu Werícich Dussí, Které Farár Hrnčárowski pozbíral, a pre swogich Fárnikow witlačiť dal.
- 1841 Kis Káté. Nagyszombat.
- 1841 Szt énekek. Nagyszombat.
- 1842 Krátka história Biblická starého i nowého zákona pre Detki obecného Ludu. Trnava.
- 1843 Egyházi anyakönyvek vitelére, s belőlük teendő kivonatokra magyar példányok lat-magyar és német-magyar zsebszótárral együtt. Nagyszombat.
- 1851 Rövid bibliai történetek gyermekek számára. Nagyszombat.